# Décès en août 1994
Décès
- 1990
- 1991
- 1992
- 1993
- 1994
- 1995
- 1996
- 1997
- 1998

Pour une information complémentaire, voir la page d'aide.

| Date     | Nom                 | Activités                                                                             | Âge | Source |
| -------- | ------------------- | ------------------------------------------------------------------------------------- | --- | ------ |
| 1er août | Valeri Iardy        | coureur cycliste soviétique                                                           | 46  |        |
| 1er août | Mario Baroni        | coureur cycliste italien                                                              | 67  |        |
| 4 août   | Giovanni Spadolini  | journaliste, historien, universitaire et homme d'État italien                         | 69  |        |
| 4 août   | Irène Lagut         | peintre française                                                                     | 101 |        |
| 4 août   | René Bernasconi     | peintre, graphiste et sculpteur suisse                                                | 84  |        |
| 5 août   | Cornelia C. Cameron | Géologue américaine.                                                                  | 83  | (en)   |
| 6 août   | Jacques Pelzer      | saxophoniste et flûtiste de jazz belge                                                | 70  |        |
| 7 août   | Marcel Laurent      | coureur cycliste français                                                             | 81  |        |
| 9 août   | Cathy Stewart       | actrice pornographique française                                                      | 38  |        |
| 9 août   | Aldo Donelli        | footballeur international américain devenu entraîneur                                 | 87  |        |
| 9 août   | Roger Bezombes      | peintre français                                                                      | 81  |        |
| 10 août  | Louis Chasme        | homme politique béninois                                                              | 65  |        |
| 11 août  | Peter Cushing       | acteur britannique                                                                    | 81  |        |
| 14 août  | Elias Canetti       | écrivain d'expression allemande, originaire de Bulgarie et devenu citoyen britannique | 89  |        |
| 15 août  | Wout Wagtmans       | coureur cycliste néerlandais                                                          | 64  |        |
| 16 août  | Edmond Delathouwer  | coureur cycliste belge                                                                | 78  |        |
| 16 août  | John Doucette       | acteur américain                                                                      | 73  |        |
| 19 août  | Linus Pauling       | chimiste et physicien américain                                                       | 93  |        |
| 19 août  | Antoine Khoraiche   | patriarche maronite d'Antioche                                                        | 86  |        |
| 25 août  | Boris Roatta        | acteur français                                                                       | 14  |        |
| 29 août  | Max Papart          | peintre, graveur, illustrateur et collagiste français                                 | 82  |        |
| 30 août  | Lindsay Anderson    | metteur en scène de théâtre et de cinéma, documentariste et critique britannique      | 71  |        |